# امیلیانو برمبیلا
امیلیانو برمبیلا (انگلیسی: Emiliano Brembilla؛ زادهٔ ۲۱ دسامبر ۱۹۷۸) ورزشکار ورزش شنا اهل ایتالیا است.
وی در مسابقات کشوری و بین‌المللی در مجموع برندهٔ ۲۰ مدال طلا، ۵ مدال نقره، ۴ مدال برنز شده‌است.